# Biche blanche
La biche blanche est un animal fabuleux présent dans de nombreux contes et légendes médiévaux. 

## Description
La biche blanche apparaît généralement comme un animal fantastique surgi de l'au-delà pour égarer les chasseurs. Elle est parfois métamorphe et peut se changer en superbe femme. Certaines femmes se métamorphosent la nuit ou le jour venu en blanche biche, à la suite d'une malédiction. Elle sert aussi de nourrice à de jeunes enfants, ou alors elle attend qu'un chevalier lui donne un baiser d'amour sincère pour prendre forme humaine.

## Mentions
- Jehan de La Haute-Selve, Le conte des enfants-cygnes, XIIe
- le Lai de Guigemar, XIIe siècle
- La Biche et la Panthère
- Isomberte
- La complainte de Marguerite
- Angleburg
- Complainte de la Blanche Biche, XVIe. Connue dans l'Orne, en Bretagne, Normandie, Poitou, Vendée[2], on la trouve sous différentes versions en Alsace, Normandie  et Lorraine. Cette chanson traditionnelle fut notamment interprétée par Tri Yann, Malicorne, Véronique Chalot, Belyscendre ou Pierre Bensusan.
- La Biche blanche, conte de Mme d'Aulnoy.
- La Biche blanche, conte d'Henri Carnoy
- Au Québec, on retrouve des versions de La blanche biche, dont la chanson interprétée par Michel Faubert sur les albums Maudite mémoire[3] et Mémoire maudite[4], ainsi que d'une version contée sur fond musical de Miriane Rouillard[5]. Elle a fait l'objet d'une étude approfondie de la part de la chercheuse Francine Brunel-Reeves.